# Witold Uklański
Witold Edward Uklański vel Witold Sawicki, ps. Herold (ur. 13 marca 1893 w Gołonogu, zm. 3 maja 1954 we Wronkach) – żołnierz armii rosyjskiej, major kawalerii Wojska Polskiego, Armii Polskiej, Polskich Sił Zbrojnych, Armii Krajowej, Delegatury Sił Zbrojnych na Kraj, WiN, więzień NKWD, sowieckich łagrów, więzień UB, cichociemny. Znajomość języków: rosyjski. Zwykły Znak Spadochronowy nr 0237, Bojowy Znak Spadochronowy nr 2004.

## Życiorys
Od 1907 uczył się w Gimnazjum Państwowym (filologicznym) w Kielcach, w 1913 zdał egzamin dojrzałości. Podjął naukę na Wydziale Mechanicznym Politechniki Warszawskiej, jednak po roku zrezygnował. Uprawiał jazdę konną, narciarstwo, wioślarstwo.
W sierpniu 1914 wstąpił ochotniczo do armii carskiej, przydzielony do 4 Pułku Huzarów Mariupolskich. 20 października 1914 ranny na froncie, leczony w szpitalu wojskowym w Moskwie, od 28 listopada ponownie w pułku, jako zastępca dowódcy plutonu. 10 lutego 1915 ranny, leczony w szpitalu do 23 lutego 1915, następnie ponownie w pułku. 7 czerwca 1915 awansowany na stopień kaprala, odznaczony Krzyżem Zasługi Wojskowego Orderu Świętego Jerzego.
1 maja 1917 wstąpił do I Korpusu Polskiego w Rosji, przydzielony do 1 Pułku Ułanów Krechowieckich. Od 11 listopada 1918 w odrodzonym Wojsku Polskim, w walkach o niepodległość Polski trzykrotnie ranny 11 lutego 1918, 23 stycznia 1919. Do 19 lutego 1920 jako  dowódca plutonu. Od 20 lutego 1920 słuchacz Szkoły Podchorążych Kawalerii, po jej ukończeniu 20 czerwca 1920 awansowany na stopień podchorążego, przydzielony jako dowódca plutonu Tatarskiego Pułku Ułanów. Ranny 30 sierpnia 1930. Od 18 września 1920  przydzielony do 14 Pułku Ułanów Jazłowieckich. Awansowany na stopień podporucznika 15 kwietnia 1921.  Przydzielony do 27 Pułku Ułanów Ciechanowskich, 20 maja 1922 awansowany na stopień porucznika. Od 10 stycznia 1922 dowódca szwadronu karabinów maszynowych.
Od 1 grudnia 1923 w Centralnej Szkole Kawalerii w Grudziądzu, po jej ukończeniu awansowany na stopień rotmistrza 12 kwietnia 1924, ze starszeństwem od 1 lipca 1923.  Od 1 listopada 1924 dowódca 1 szwadronu 27 Pułku Ułanów, od 5 lutego 1925 dowódca szwadronu szkolnego 2 Dywizji Kawalerii. Od 27 sierpnia 1925  dowódca 2 szwadronu 27 Pułku Ułanów. Od 10 września 1926 dowódca 3 szwadronu 6 Pułku Ułanów Kaniowskich. Od 23 kwietnia 1930  referent Oddziału Mobilizacyjnego Dowództwie Okręgu Korpusu nr VIII w Toruniu. W 1932 uczestnik kursu unifikacyjnego w Rembertowie. Od 20 grudnia 1932 dowódca 4 szwadronu 4 Pułku Ułanów Zaniemeńskich, od 16 października 1933  zastępca oficera mobilizacyjnego pułku. Od 11 kwietnia 1934  w dyspozycji dowódcy Okręgu Korpusu III w Białymstoku, od 30 czerwca przeniesiony w stan spoczynku. Od lipca 1934 kierownik sekretariatu Zarządu Wojewódzkiego Polskiego Czerwonego Krzyża w Wilnie.
W kampanii wrześniowej 1939 zmobilizowany, przydzielony jako dowódca szwadronu marszowego 4 Pułku Ułanów Zaniemeńskich Ośrodka Zapasowego  Wileńskiej Brygady Kawalerii. 20 września przekroczył granicę polsko-litewską, internowany w obozach w Połądze oraz Kalwarii. Po zajęciu Litwy przez Armię Czerwoną zesłany w głąb ZSRR. Od 13 lipca 1940 w łagrze w Kozielsku, od 2 lipca 1941  w łagrze w Griazowcu (Syberia). Po układzie Sikorski-Majski w sierpniu 1941 zwolniony, 3 września 1941 w Tatiszczewie wstąpił do Armii Andersa, przydzielony jako dowódca 6 Dywizjonu Kawalerii Ośrodka Zapasowego 6 Lwowskiej Dywizji Piechoty.
W Palestynie zgłosił się do służby w kraju. Od września 1942 w batalionie zapasowym Centrum Wyszkolenia Piechoty w Wielkiej Brytanii. Przeszkolony ze specjalnością w dywersji na kursach specjalnych dla kandydatów na cichociemnych, m.in. dywersyjno – strzeleckim (STS 25, Inverlochy), sabotażu przemysłowego i kolejowego (STS 17, Brickendonbury Manor), podstaw wywiadu (STS 33, Bealieu), łączności lotnik-ziemia: Eureca-Rebeca, S-Phone (STS 40, Howbury Hall), spadochronowym (STS 51, Ringway), walki konspiracyjnej, odprawowym (STS 43, Audley End),  i in. Zaprzysiężony na rotę ZWZ/AK 22 kwietnia 1944 w Audley End przez szefa Oddziału VI (Specjalnego) Sztabu Naczelnego Wodza. 17 października 1944 przerzucony na stację wyczekiwania „B” Głównej Bazy Przerzutowej w Latiano nieopodal Brindisi we Włoszech. 
Skoczył ze spadochronem do okupowanej Polski w nocy 26/27 grudnia 1944 w sezonie operacyjnym „Odwet”, w operacji lotniczej „Staszek 2” dowodzonej przez mjr. naw. Eugeniusza Arciuszkiewicza na placówkę odbiorczą „Wilga 1” w rejonie góry Mogielica obok miejscowości Szczawa, 26 km na północny wschód od Nowego Targu). Był to ostatni zrzut cichociemnych, po upadku Powstania Warszawskiego. Razem z nim skoczyli: Bronisław Czepczak-Górecki ps. Zwijak, Stanisław Dmowski ps. Podlasiak, Jan Matysko ps. Oskard, Jan Parczewski ps. Kraska, Zdzisław Sroczyński ps. Kompresor.
Po skoku pozostawał w dyspozycji Komendy Okręgu Kraków AK. Po rozwiązaniu AK (17 stycznia 1945) podjął działalność konspiracyjną w Delegaturze Sił Zbrojnych na Kraj. Pod koniec sierpnia 1945 wyjechał z Polski, dotarł do sztabu 1 Dywizji Pancernej gen. Klemensa Rudnickiego, stacjonującego w Meppen, 29 września dotarł do Londynu. 

24 listopada powrócił do Polski pod fałszywą tożsamością jako Witold Sawicki. 27 listopada aresztowany przez UB w Krakowie, osadzony w więzieniu mokotowskim w Warszawie. Przesłuchiwany w ciężkim śledztwie przez funkcjonariuszy MBP. Oskarżony o przynależność do AK i DSZ, działalność szpiegowską jako emisariusz WiN. 17 marca 1947  przez Wojskowy Sąd Rejonowy w Warszawie skazany na śmierć, 17 maja 1947 wyrok zmieniono na dożywotnie więzienie. Od 29 czerwca osadzony w więzieniu we Wronkach, tam zamordowany 3 maja 1954, pochowany na miejscowym cmentarzu.

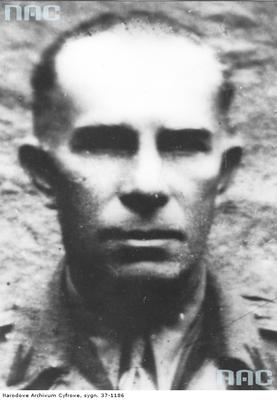
Witold Uklański, ze zbiorów NAC

## Awanse
- kapral armii Imperium Rosyjskiego – 7 czerwca 1915 roku
- podchorąży – 20 czerwca 1920
- podporucznik – 1 stycznia 1921
- porucznik – 29 maja 1922
- rotmistrz – 12 kwietnia 1924, ze starszeństwem od 1 lipca 1923
- major – ze starszeństwem od 26 grudnia 1944

## Odznaczenia
- Krzyż Srebrny Orderu Virtuti Militari nr 13649[5] – 1 lipca 1944
- Medal Niepodległości
- Medal Wojska - 26 listopada 1946
- Krzyż Świętego Jerzego – 7 czerwca 1915 (Rosja)[3]

## Życie rodzinne
Był synem Adolfa, naczelnika stacji PKP, i Marii z domu Jurkowskiej. Ożenił się w 1925 roku z Natalią Pietrusewicz (1902–1990). Nie mieli dzieci.

## Upamiętnienie
W lewej nawie kościoła św. Jacka przy ul. Freta w Warszawie odsłonięto w 1980 roku tablicę Pamięci żołnierzy Armii Krajowej, cichociemnych – spadochroniarzy z Anglii i Włoch, poległych za niepodległość Polski. Wśród wymienionych 110 poległych cichociemnych jest nazwisko Witolda Uklańskiego.
W Sali Tradycji Jednostki Wojskowej GROM znajduje się tablica upamiętniająca Cichociemnych Spadochroniarzy Armii Krajowej, którzy oddali życie za Ojczyznę, jest na niej wymieniony.